# Coxilha (Río Grande del Sur)

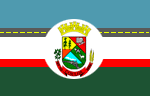
Bandera de la ciudad de Coxilha, Rio Grande do Sul, Brasil.

Coxilha es un municipio brasileño del estado de Rio Grande do Sul.
Se encuentra ubicado a una latitud de 28º07'38" Sur y una longitud de 52º17'46" Oeste, estando a una altitud de 721 metros sobre el nivel del mar. Su población estimada para el año 2004 era de 2.947 habitantes.
Ocupa una superficie de 421,14 km².
- Datos: Q671644
- Multimedia: Coxilha (Rio Grande do Sul) / Q671644